# Matteo Santoponte
Matteo Santoponte (pseudonim: Babalus, ur. 26 sierpnia 1977 roku w Rzymie) – włoski kierowca wyścigowy.

## Kariera
Santoponte rozpoczął karierę w międzynarodowych wyścigach samochodowych w 1998 roku od startów w trzech wyścigach sezonu Francuskiej Formule Renault 2.0, gdzie jednak nie zdobywał punktów. W późniejszych latach Włoch pojawiał się także w stawce Włoskiej Formuły 3000, Europejskiej Formuły 3000 oraz klasy GTA Swedish GT.